# Frédéric Halbreich
 (novembre 2024).
 (novembre 2024).
La mise en forme du texte ne suit pas les recommandations de Wikipédia : il faut le « wikifier ».
Les points d'amélioration suivants sont les cas les plus fréquents. Le détail des points à revoir est peut-être précisé sur la page de discussion.
- Les titres sont pré-formatés par le logiciel. Ils ne sont ni en capitales, ni en gras.
- Le texte ne doit pas être écrit en capitales (les noms de famille non plus), ni en gras, ni en italique, ni en « petit »…
- Le gras n'est utilisé que pour surligner le titre de l'article dans l'introduction, une seule fois.
- L'italique est rarement utilisé : mots en langue étrangère, titres d'œuvres, noms de bateaux, etc.
- Les citations ne sont pas en italique mais en corps de texte normal. Elles sont entourées par des guillemets français : « et ».
- Les listes à puces sont à éviter, des paragraphes rédigés étant largement préférés. Les tableaux sont à réserver à la présentation de données structurées (résultats, etc.).
- Les appels de note de bas de page (petits chiffres en exposant, introduits par l'outil «  Source ») sont à placer entre la fin de phrase et le point final[comme ça].
- Les liens internes (vers d'autres articles de Wikipédia) sont à choisir avec parcimonie. Créez des liens vers des articles approfondissant le sujet. Les termes génériques sans rapport avec le sujet sont à éviter, ainsi que les répétitions de liens vers un même terme.
- Les liens externes sont à placer uniquement dans une section « Liens externes », à la fin de l'article. Ces liens sont à choisir avec parcimonie suivant les règles définies. Si un lien sert de source à l'article, son insertion dans le texte est à faire par les notes de bas de page.
- La présentation des références doit suivre les conventions bibliographiques. Il est recommandé d'utiliser les modèles {{Ouvrage}}, {{Chapitre}}, {{Article}}, {{Lien web}} et/ou {{Bibliographie}}. Le mode d'édition visuel peut mettre en forme automatiquement les références.
- Insérer une infobox (cadre d'informations à droite) n'est pas obligatoire pour parachever la mise en page.

Pour une aide détaillée, merci de consulter Aide:Wikification.
Si vous pensez que ces points ont été résolus, vous pouvez retirer ce bandeau et améliorer la mise en forme d'un autre article.
Pour les articles homonymes, voir Halbreich.
Frédéric Halbreich, né à Paris est un peintre et un poète de nationalités française et belge.

## Biographie
Frédéric Halbreich commence à peindre vers 16 ans. Autodidacte il est cependant passé par l'Académie des beaux-arts de Watermael-Boitsfort et a poursuivi des études à Paris. Durant cette période il tâte brièvement de l'enseignement académique à l'académie de Watermael-Boitsfort, notamment au cours d'art monumental de Roger Someville.
Une exposition de la fondation Thyssen-Bornemisza qu'il visite à Paris en 1978, lui révèlera sa vocation. Suit une longue interruption, pendant laquelle il élabore des chansons (paroles et musiques) qu'il finira par interpréter lui-même d'abord sous le nom de David Rebel, puis sous son véritable nom, jusqu'en 1996. Plusieurs disques sortiront.
Sa trajectoire et son travail sur la laque bien entamés, on peut lire dans A. Nardon, Socles et cimaises 2007 : « Cette technique difficile l'artiste est allé l'apprendre en Russie et le travail de longue patience a fait le reste. »

## Œuvres
- 1997 : Cleveland Moffet observe dans The Bulletin : « You may not know exactly Why it's right but you see at once that it is-the lines, shapes and colours in abstract yet necessary juxtaposition on canevas. Brilliant hard edge pictures, the paint applied with a knife, the way a sculptor works in clay[2] ». C'est donc l'équilibre rythmique qui apparaît dans son travail dès 1997.
- 1998 :  Une de ses toiles fait la couverture de la revue musicale bimestrielle Crescendo (no 33, février-mars 1998)
- 1999 : « Frédéric Halbreich a opté pour cette voie hors de la prétention à la nouveauté ce qui le place à l'abri des effets de tendance. L'axe majeur de son travail est dès lors une recherche d'harmonie entre son état de création artistique et son état le plus intime. Exploitant les jeux de nuances en de faux monochromes les luminosités de transparence, les vibrations matièristes. L'artiste canalise ses élans émotifs en abordant prudemment le monde formel.» — C. Lorent, La Libre Culture, 7 avril 1999. «ce sont des presque rien, des champs monochromatiques dont l'opacité ne peut que s'épanouir en surfaces. Des champs marqués d'échancrures, d'ouvertures courbes, de traits droits...» — Arts Antiques Auctions, mars 1999. « Pour lui le choix du support est essentiel. Après avoir utilisé le panneau de bois puis la toile de lin, c'est dans la jute non traitée qu'il a trouvé le matériau le plus adéquat. Son œuvre achevée est autant un produit intégral de ses propres mains que de son esprit créateur. » — Denis Baumerder, Regards, avril 1999. Il cite l'artiste : « Mon œuvre se situe dans le cadre d'une tentative de recherche de l'absolu et de dépouillement.» Le peintre parle de ce qu'il appelle "le contenu spirituel vibratoire" « -Contenu- au sens de substance, -Spirituel- qui échappe à toute représentation physique, -Vibratoire-, cette composante véhicule vers le spectateur l'émotion qu'il est venu chercher. En fait la plus abstraite des composantes est indispensable à la véritable existence du tableau.» — Propos recueillis par Denis Baumerder, Regards, avril 1999. Selon Cleveland Moffet sa peinture s'oriente à cette époque vers un « naturalisme abstrait » : « His paintings offers a kind of abstract naturalism inspired by trees night skies and sunrises but somehow transcending their subjects.» — Cleveland Moffet, the Bulletin, avril 1999.
- 2001 : Lors d'une exposition que lui consacre la section musicale de la Fondation Calouste-Gulbenkian de Lisbonne, Peter Wolf écrit : « We found thematic art displays in the Electricity and Water Museums and abstract paintings by Frederic Halbreich, a Belgian artist, shown at the Gulbenkian Foundation to complement the music in the festival. These works have a sensual surface on an intimate scale, well-crafted, quietly eloquent with a subtle palette, some darker streaked paintings paradoxically the most lively. » — Peter Wolf, 25th Gulbenkian Encounters of Contemporary Music Lisbon, 21 mai-3 juin 2001. Il reconnait à ses tableaux une surface « sensuelle » avec une préférence pour les plus sombres, qu'il trouve plus « vivants ».
- 2006 : « En 2002, suite à une déception quant à la profondeur du noir il réalise que pour obtenir la pureté et la  brillance de ce noir tant recherché il lui faut franchir un pas que seule la technique de la laque, héritée de la culture asiatique lui permettra d'atteindre.» et plus loin « Une laque terminée prend un mois environ, de sa conception à sa réalisation finale. La phase de polissage est la plus longue et la plus complexe.» — Xavier Mouffe, "L'univers voluptueux du maître laqueur" Schaerbeek info, 19 mars 2006.
- 2007 : « L'artiste rejoint ce fameux mystère des onze déclinaisons du noir. Une œuvre de méditation à la poursuite de la sérénité. Des surfaces laquées dont la technique inspire le respect, voilà qui n'apparaît pas souvent aux cimaises.» — Anita Nardon, Socles et cimaises, avril 2007.« Frédéric Halbreich pense sa peinture autour d'un leitmotiv : « Ce qui n'est pas essentiel est superflu, cela manque peut-être de nuance mais n'est-ce pas là le chemin obligé vers l'onde de l'absolu ? » — Amandine Maziers, Victoire Le Soir avril 2007.
- 2008 : « L'artiste utilise des formes simples et fortes, à la fois denses et dépouillées s'incarnant dans des combinaisons de noir et de blanc  enrichies récemment du contraste d'un sang de bœuf ou de la chaleur d'un ocre aux nuances de  caramel évoquant la caisse d'un violon »  — Sandrine Tarin, L'événement hiver 2007-2008.
- 2009 : « Frédéric Halbreich affiche plus que jamais des affinités avec une abstraction dont les Franz Kline aux États-Unis, Pierre Soulages et André Marfaing en France furent les têtes de file. Néanmoins l'artiste se distingue de cette parenté par l'utilisation d'un matériau pictural spécifique : la laque à priori brillante » — Claude Lorent, La Libre Belgique, semaine du 22 au 28 mai 2009 .« Mais si la matière des œuvres réalisées maintenant depuis dix ans s'avère somptueuse sa palette reste des plus sobres...Le répertoire abstrait vise toujours à l'essentiel afin de conduire le regard vers une beauté immanente et intemporelle...» — Anne Hustache, Collect AAA mai 2009. « Même si chaque peinture, d'une impeccable finition est le résultat d'un long travail dans lequel se manifeste les brillances, les matités, les reliefs, c'est finalement l'assurance de la gestuelle que l'on retiendra en premier. Elle est en effet le gage d'une volonté de conquête, d'un engagement total, et d'une maturité bien acquise.» — Claude Lorent, La Libre Belgique, semaine du 22 au 28 mai 2009.
- 2010 : « Usant d'une technique particulière - de laque - l'artiste, parisien de Belgique, maintient son univers noir tout en laissant transparaître des luminosités nuancées émergeant des profondeurs nocturnes» — Cl. Lorent, Arts Libres, La Libre Belgique, 26 février 2010.
- 2011 : Utilisation de plaques d'aluminium qu'il emploie parallèlement aux "sarcophages" dans la conception de ses œuvres en laque.
- 2012 : « Soulevant un coin du voile qui enveloppe les mystères de la transparence du noir -et parfois de la couleur- quand le support, donc la base de l'œuvre, est en aluminium.» — Centrale no 323, mars 2012. « S'il fallait chercher la source féconde ou prend racines la peinture de Frédéric Halbreich j'irais jeter un œil du côté de chez Georges de La Tour. Comme chez celle de son caravagesque prédécesseur l'art du clair obscur y est souverain. De sous les glaçures noires, infiniment en profondeur, jaillissent rais et noyaux de lumières violant à cœur, irradiant l'espace pour venir tendrement heurter leur complémentaire-contraire qui est la plénitude du noir[3]. »« Sur ce "chemin de Compostelle" chromatique, dont le tracé indique l'Orient d'un absolu de la couleur noire, en fait, un rêve élevé au rang de matière vivante, Frédéric Halbreich pose ses pas, un à un, lentement. Ils sont infiniment nombreux.» — Michel Van Lierde, Lissitudes Luminescentes, Laques & Aluminescences, avril 2012. « Et pour en revenir aux sublimes laques d'Halbreich soulignons qu'il est intéressant de voir se glisser parmi ces noirs ébénéens, parfois comme une éclaboussure, un rouge éclatant, puis un vert jubilatoire, qui dérivent et surprennent, en vagues de couleurs inattendues, déferlant soudain au milieu d'un océan limpide, et obscur, et lumineux de silence.» Anne-Michèle Hamesse, Revue Générale, juillet 2012. « Sa peinture n'est pas figurative, elle est vibratoire. Elle porte en elle les secrets étourdissants des énergies spirituelles.» - S.Godefroid, Sabam/Magazine, décembre 2012.
- 2013 : « Des couleurs vives font ainsi leur apparition, résultat d'un récent voyage aux Seychelles et preuve qu'il prend de plus en plus de liberté par rapport à la ligne noire qui, longtemps a dominé...» - G. Gribaumont, Collect AAA septembre 2013. 《Il esquisse du Chopin nocturne sur une partition laquée comme un bijou d'ébène... 》- M. Ducobu, Balastra 2013. « Il éclaire le noir de la laque par des touches colorées comme dans la représentation de ses souvenirs de séjour aux Seychelles, par des trais lumineux dans le bleu nuit de son abstraction.» - L'Avenir, 13 septembre 2013.
- 2014 : Dès l'été 2014, sa palette intègre le spectre multicolore dans sa totalité. La notion de transparence disparaît provisoirement de ses compositions au profit d'une libre confrontation des pigments dans des juxtapositions de matières liquides. Le support (toile ou sarcophage) est alors incliné par l'artiste dans le sens désiré. Les couleurs trouvent ainsi leurs complémentaires dans des imbrications dont le rendu final possède une dimension aléatoire quoi que contrôlée...
- 2015 : « Nébuleuses oniriques que traversent de puissantes émotions; références implicites à la nature, cris d'amour ou de révoltes. Frédéric Halbreich confirme son tempérament rompu aux sensations les plus intenses. Soyez bienvenu dans cet univers voluptueux, tour à tour incandescent, aquatique, éthéré, minéral... Eminement mouvant.Mutant... » - M. Van Lierde - Poussières pigmentées, flux et reflux, jeu de l'ordre et du hasard, mars 2015. «Au Château Mottin les peintures laquées de Frédéric Halbreich apportent une note nouvelle, pure et géniale à la création artistique» -JP Morhet, L'Avenir 20 mai 2015.
- 2017 : « Au travail lentissimo de la laque, tout en retenue, succède Adagio  la mise au point d'un rythme scandant les tableaux. Des plages aux sonorités noir jais pour les plus brillants ou ébène pour les plus mates, côtoient des ombres bleu cobalt. Paraphrasant Serge Poliakoff qu'il admire, l'artiste confirme que la couleur où même sa tonalité, n'importe guerre. Seule importe la qualité de la couleur. - M.Van Lierde août 2017. ...Mais si par le passé ses noirs faisaient l'impasse sur toute autre couleur, générant la lumière par leur seule existence, les voici qui flirtent avec l'ambre, le brou, l'indigo... le blanc. Et naissent de nouvelles perspectives, cette fois ci plus liées à la forme et au volume qu'à une atmosphère générale. Avec toujours ce dialogue  entre le mat et le satin: la couleur absorbée et la couleur délivrée. Le noir lui va si bien. - JP B, Novembre 2017.
- 2018 : « La galerie Nao Expo présente le travail de Frédéric Halbreich à travers vingt cinq tableaux récents (2017/2018), soit des acryliques sur toiles, soit des huiles et acryliques sur toiles, des broux de noix, -ce pigment naturel aux accents chaleureux- ainsi qu'une sélection de laques sur sarcophages qui sont la spécificité de l'artiste... - G.G., Collect AAA avril 2018.
- 2024 : « Frédéric Halbreich dévoilait des noirs sublimés par la lumière» -A.Barrois, Eccelso 20e aniversary. Octobre 2024

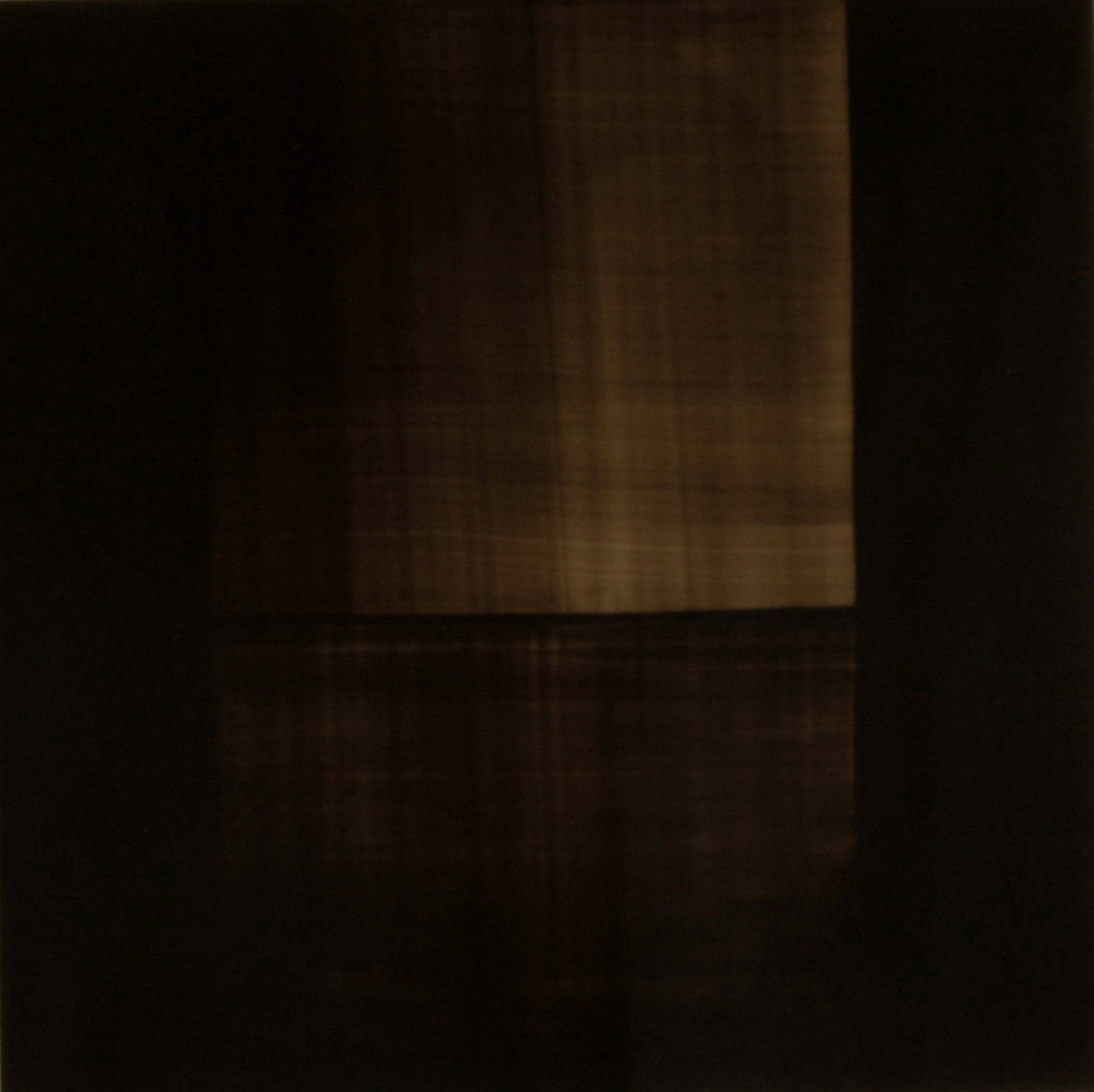
Le Train
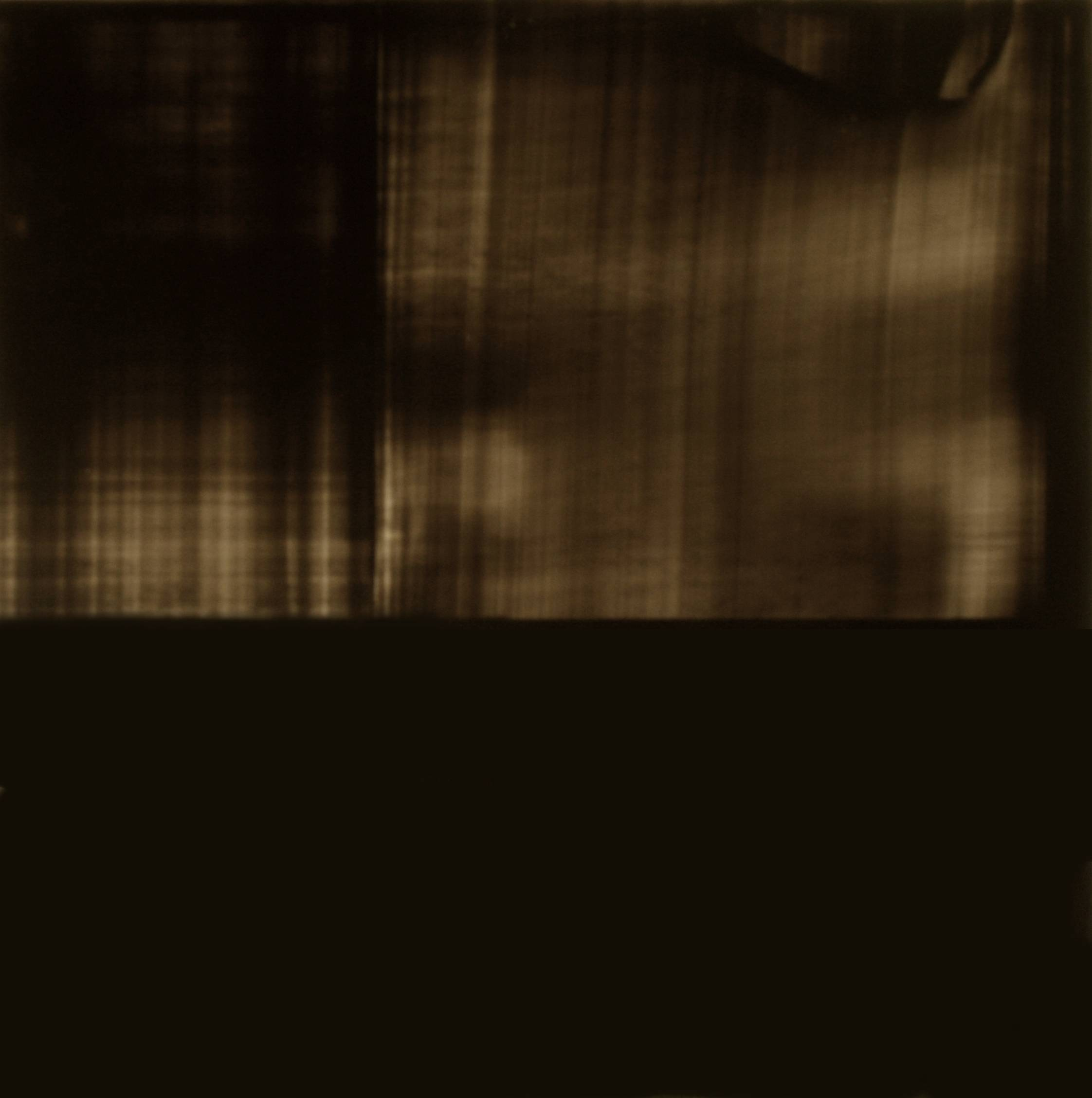
Cinquième luminescence
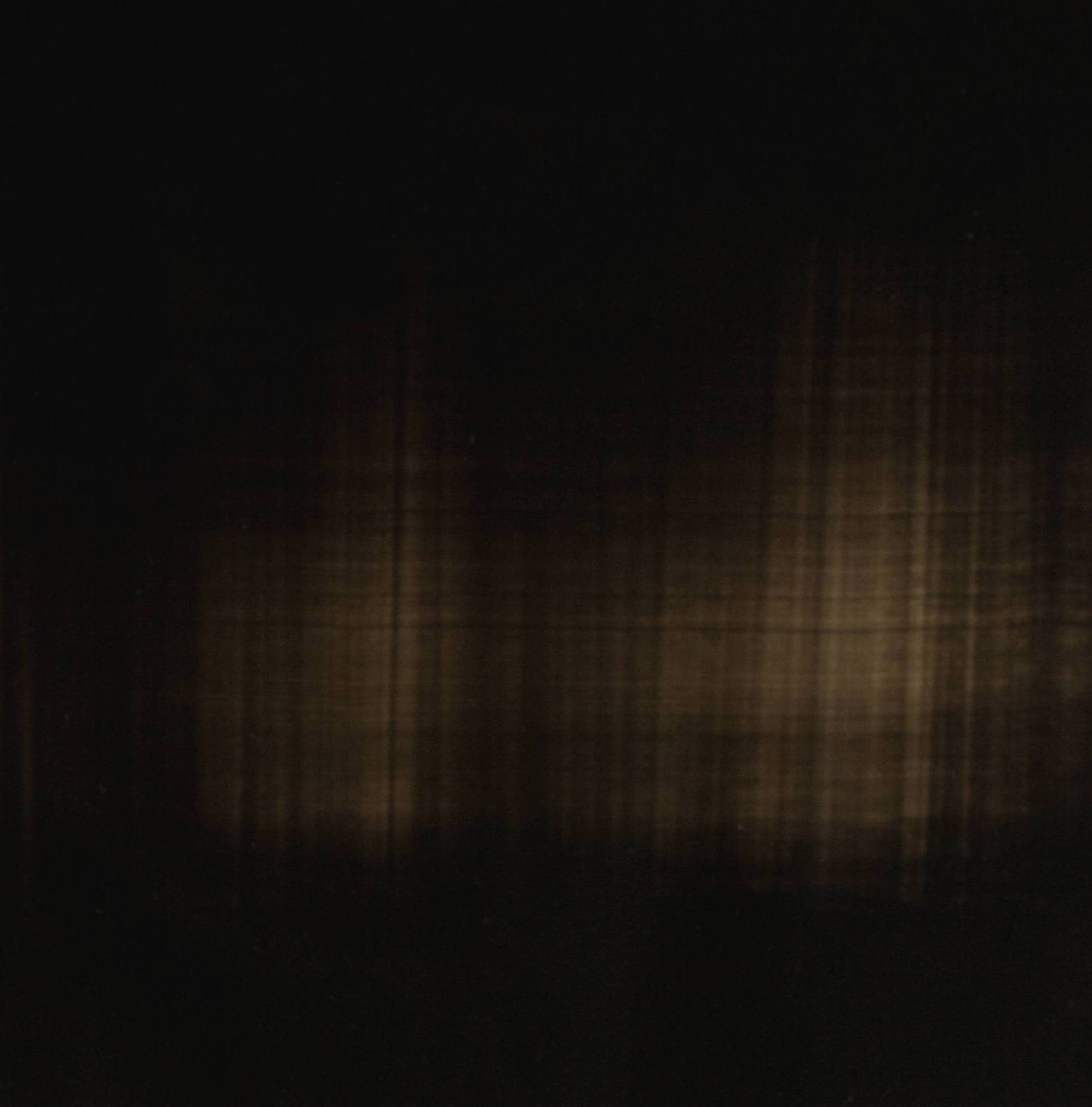
Champs-Élysées

## Citations
« En coupant à travers champs tu éviteras le barrage de la représentation terrestre. Après tu verras, les choses deviennent simples, tu en distilleras le cœur et tu récolteras l'essence. Tous les chemins partent de là, tous y reviennent. Ce qui n'est pas essentiel est superflu. Cela manque peut-être de nuance, mais n'est-ce pas là le chemin obligé vers l'onde de l'absolu ? »

— Contact J, mai 2009

## Éditions
Peinture
- 1997 : catalogue de l'exposition Racines & L'œil BXL 24 reproductions couleur & 4 poésies
- 1998 : catalogue de l'exposition Art-Pol BXL 27 reproductions couleur
- 2001 : catalogue de l'exposition : le Refus, un thème vu et revu Fondation Calouste-Gulbenkian Lisbonne 21 reproductions couleur & 21 poésies Deposito Legal 165523/01  (ASIN BOO4S3SNB8)
- 2010 : catalogue de l'exposition Noire luminescence Les Exprimeurs - Paris 12 reproductions couleur & 12 poésies - Imprimerie Adlis - Lille
- 2012 : catalogue de l'exposition "Laques & Aluminescences" Jean-Philippe-Braam Art Restoration & Gallery Bruxelles - 23 reproductions couleur
- 2019 : catalogue de l'exposition Samyn Wonen Presents Frédéric Halbreich, 29 reproductions couleur
- 2023: Utilisation de la photo d'une oeuvre: "Demeter " pour illustrer un essai de Didier Fassin: Mort d'un voyageur. (Points) dépôt légal juin 2023 n°152455 (2300729)

Musique
- Qu'est ce qui reste?  1983 WEA
- Bonsoir l'Angoisse / Délire total 1984 Santa Productions WEA (249 331-7/we 171)** Très loin d'ici / Routine 1986 Julisa-Carrère (CA 171 13.952)
- Très loin d'ici (maxi) 1986 Julisa-Carrère (CA 618 8.612)
- La Trace / Envie de partir 1987 VGM-Carrère (CA 171 14.345)
- La trace (maxi) 1987 VGM-Carrère (CA 618 8.814)
- Titanica / Prison poison 1989 Non Stop Productions-Carrère (CA 171 14.755)

Poésie
- 2012 : Vues Du Sol - La Lettrine Culture Éditions  (ISBN 979-1090932067)
- 2013 : Participation à la foire du livre de Bruxelles avec la SABAM - Rédaction en temps réel d'une nouvelle: La foire des Livres (Écrits meurtriers à la foire du livre)  (ISBN 978-2-8052-0199-8)
- 2019 : Petite foire aux illusions - Editions Muse  (ISBN 978-620-2-29517-8)

## Expositions
- 1996 : Galerie Racines & l'Œil - Bruxelles (Belgique)
- 1997 : Galerie Racines & l'Œil - Bruxelles (Belgique)
- 1997 : Sabena club - Bruxelles (Belgique)
- 1998 : Galerie Echancrure - Bruxelles (Belgique)
- 1998 : Centre culturel de Schaerbeek - Bruxelles (Belgique)
- 1998 : Galerie Racines et l'Œil - Bruxelles (Belgique)
- 1998 : Galerie Simon Blais - Montréal  ( Cananda )
- 1999 : Salon des 30 Abbaye du Val-Saint-Lambert - Liège (Belgique)
- 1999 : Foire internationale des arts contemporains - Luxembourg ville (Grand-Duché de Luxembourg)
- 2000 : Centre culturel flamand De Krikelaart - Bruxelles (Belgique)
- 2000 : Galerie Racines et l'Œil - Bruxelles (Belgique)
- 2000 : Galerie Ada Projections - Bruxelles (Belgique)
- 2001 : Galerie Kenko Hoshi - Genève (Suisse)
- 2001 : Fondation Calouste Gulbenkian - Lisbonne (Portugal)
- 2002 : Exposition privée - Genève (Suisse).
- 2002 : Galerie Geuken & Devil - Knokke-Heist (Belgique)
- 2003 : Exposition privée - Genève (Suisse)
- 2003 : Maison des arts de Schaerbeek - Bruxelles (Belgique)
- 2003 : Maison Pelgrims - Bruxelles (Belgique)
- 2003 : Met/Avec(Passage 44) - Bruxelles (Belgique)
- 2004 : Galerie Fayla - Bruxelles (Belgique)
- 2004 : Galerie de la Madeleine - Bruxelles (Belgique)
- 2007 : Rollebeek Gallery - Bruxelles (Belgique)
- 2007 : Espace Art Gallery - Laques - Bruxelles (Belgique)
- 2008 : Espace Art Gallery - Bruxelles (Belgique)
- 2009 : Galerie Talents - Berck (France)
- 2009 : Galerie Brenart International - Une lumière noire dans la nuit blanche - Bruxelles (Belgique)
- 2010 : Les Exprimeurs - Noire luminescence - Paris (France)
- 2012 : Jean-Philippe Braam Art Restoration & Gallery - Bruxelles (Belgique).
- 2012 : Art Nocturne Knocke (Galerie Balastra) - Knokke-Heist (Belgique)
- 2012 : Lineart - Art Gent (Galerie Balastra) -  Gand (Belgique)
- 2013 : L'Accueil - Bruxelles (Belgique)
- 2013 : Galerie Balastra - Balâtre (Belgique)
- 2014 :  L'Accueil - Bruxelles (Belgique)
- 2014 :  Balco - Galerie Balastra - Balâtre (Belgique)2015:  Jean-Philippe Braam Art Restoration & Gallery - Bruxelles (Belgique)
- 2015 :  Château Mottin - Hannut (Belgique)
- 2015:  L'Accueil - Bruxelles (Belgique)
- 2016 :  L'Accueil - Bruxelles - (Belgique)
- 2017 : Château de Waleffe - Peintures sur papiers (Belgique)
- 2017 : Galerie Cobalt - Bruxelles (Belgique)
- 2017 :  Jean-Philippe Braam Art Restoration & Gallery - Bruxelles (Belgique)
- 2018 : Nao Expo - Verviers (Belgique)
- 2019 : Samin Wonen - Roeselare  (Belgique)
- 2021 : Intempo by Luc Leroi -  Bredel  (Grand Duché de Luxembourg)
- 2022 : Intempo by Luc Leroi -  Bredel  (Grand Duché de Luxembourg)
- 2022 : Kevi - Peintures sur papiers - Bruxelles (Belgique)
- 2022 : Galerie Art-Yī -Aluminoïde- Bruxelles (Belgique)
- 2023 : Afordable Art Fair avec Art -Yī - Bruxelles (Belgique)
- 2024 : DTTH - Acid Gallery. - Lille (France)
- 2024: Barnes International Realty - Lille (France) - Avec Acid Gallery
- 2025: Art by Simcha - New York - (USA)
- 2025: ArtUp - Acid Gallery - Lille (France)

## Dans la presse
- 24 avril 1997 : The Bulletin, C. Moffet.
- février-mars 1998 : Crescendo no 33, couverture (M3750-33).
- 7-8 novembre 1998 : Catalogue de l'expo-Schaerbeek.
- mars 1999 : Arts Antiques Auctions no 299, A. Hustache
- 7 avril 1999 : La Libre Belgique - La Libre Culture Page 13, Cl.Lorent.
- 15 avril 1999 : The Bulletin, C. Moffet.
- avril 1999 : Regards - Bruxelles notre ville, D Baumerder.
- 21 mai 2001 : 25e rencontre de Musique Contemporaine de Lisbonne, fondation.Calouste Gulbenkian.
- 21 mai-3 juin 2001 : 25th Gulbenkian Encounters of Contemporary Music, P&A Woolf.
- saison 2003-2004 : Avec Harry Halbreich.
- 19 mars 2006 : Schaerbeek infos no 25 - L'univers voluptueux du Maître laqueur, X. Mouffe.
- avril 2007 : Socles et Cimaises 2 - Les critiques des expositions, A. Nardon.
- 24 mars 2007 : Le Soir - Victoire p. 35 - Impressions laquées, A. Maziers.
- décembre 2007 : Regards no 653 - Laques, G.Kamps
- décembre 2007 : L'Evénement no 367 - Laques de FH à l'Espace arts Galerie, S.Tarin.
- décembre 2007 : Art.Expo no 64.
- mai 2009 : Collect AAA no 400 - Effets de matières, A. Hustache.
- mai 2009 : Contact J no 225 - Une lumière noire dans la nuit blanche, D. Goldberg.
- mai 2009 : Regards no 687 - Une lumière noire dans la nuit blanche, D. Baumerder.
- 22 mai 2009 : La Libre Belgique - Arts Libre - Une noire et brillante gestuelle, Cl. Lorent.
- 7 décembre 2009 : Journal de Télé Bruxelles - rencontre avec Frédéric Halbreich.
- mars 2010 : Regards no 707 - Noire Luminescence, G.Kamps
- mars 2010 : La Libre Belgique - Arts libre Frédéric Halbreich - Peinture, (Paris Les Exprimeurs), Cl.Lorent.
- mars 2010 : Contact J no 233 - Noire Luminescence, D.Goldberg.
- mars 2010 : Contact J no 248 - Frédéric Halbreich - coup double artistique - Vues du Sol / Laques & Aluminescences.
- mars 2012 : Centrale no 323 - Laques et aluminescences, D.B.
- avril 2012 : Regards no 753 - Poésies/Frédéric Halbreich "Vues du Sol"
- mai 2012 : Collect AAA no 427 - Frédéric Halbreich / "Laques & Aluminescences"
- juillet 2012 : Revue Générale juin-juillet 2012 6/7  - Expositions / Frédéric Halbreich, A M. Hamesse.
- décembre 2012 : Sabam Magazine  no 71 oct-nov-décembre 2012 - "Frédéric Halbreich poète des formes et de la matière", S. Godefroid.
- septembre 2013 : Collect AAA no 438 - Frédéric Halbreich / Halbreich à Balastra, GG.
- 13 septembre 2013 : L'Avenir n° ?  Laque, lumière, légèreté, passion -
- 25 septembre 2013 : Vlan no 39 Frédéric Halbreich expose à la galerie Balastra - F.D..
- 20 mai 2015 : L'Avenir : L'inspiration artistique au hasard d'un incident - JP Morhet.
- Avril 2018: Collect AAA no 480 - Frédéric Halbreich expose chez Nao Expo, GG.
- Avril 2018: Vlan n° - Nao Expo nous plonge dans le noir de Frédéric Halbreich, Manon Dumoulin.
- Mai/Juin 2018: - Halbreich, peintre parisien, La Référence no 128[6].
- Octobre 2024: -Eccelso 20e aniversary- Barns Lille expose Frédéric Halbreich et Victoire d'Harcourt